# Изабела Ярванди
Изабела Нилсън Ярванди (на шведски: Izabella Nilsson Jarvandi) е шведска обществена активистка, участничка в Движението на жълтите жилетки и защитничка на правата на жените.
Поради противопоставянето ѝ на Грета Тунберг е известна още и като Анти-Грета.

## Семейство
Ярванди е родена в Гьотеборг, Швеция на 25 ноември 2003 г. Баща ѝ е иранец, а майка ѝ – шведка. Кварталът, в който Изабела израства в Гьотеборг, е печално известен с високото си равнище на престъпност. Въпреки че учи в обикновено шведско начално училище, по време на детството си Изабела става свидетел на множество случаи на сегрегация на нейни приятели и роднини, често свързани с езикови и междукултурни конфликти. Те са съпроводени с неспособност за социална адаптация, както и с прояви на расизъм и престъпления, включително сексуално насилие и разпространение на наркотици.

## Възгледи
Изабела Ярванди става известна с призивите си от 9 декември 2018 г. на площад „Мюнторгет“ в Гьотеборг, където се изказва против подписването на Глобалния пакт за миграцията.
През март – април 2019 г. се противопоставя на глобализма, масовата миграция и изследванията на пола, които според нея тотално дезинформират шведската младеж. Призовава за осъждане на политическите кръгове, отговорни за разрушаването на традиционното семейство и общество в Швеция. Изказва се в подкрепа на политиката на унгарското правителство на Виктор Орбан за ограничаване на имиграцията в страната.